# Список серийных убийц по количеству жертв
Серийный убийца — это человек, совершивший несколько криминальных убийств, разделённых по времени («период охлаждения») в среднем не более чем на месяц (хотя промежутки времени могут составлять от нескольких дней до многих лет). В нижеследующем списке указаны известные серийные убийцы с начала XX века по настоящее время (следует помнить, что этот список является динамическим, то есть, возможно, требует обновления); об исторических известных серийных убийцах см. «Список серийных убийц, действовавших до 1900 года».
Почти во всех случаях точное число жертв преступника неизвестно, и даже если он осуждён за несколько убийств, велика вероятность того, что на самом деле он убил гораздо большее количество людей. Список отсортирован по количеству доказанных убийств, в соседнем столбце указано количество предполагаемых жертв.
В список не включены массовые убийцы (например, Адам Лэнза), террористы (например, Шамиль Басаев, Усама бен Ладен), террористические организации; военные преступники, а также ответственные за политические убийства, геноцид и другие формы насилия политики (Адольф Гитлер, Франсиско Франко, Хидэки Тодзио, Сухарто, Мао Цзэдун, Иосиф Сталин, Пол Пот и т. д.)

## Одиночные серийные убийцы
В целях разумности охвата в список включены только серийные убийцы с доказанным количеством жертв в 28 и более человек.
| Имя, годы жизни                                   | Страна                                         | Годы убийств    | Кол-во жертв (доказанное) | Кол-во жертв (предполагаемое) | Комментарии, ссылки |
| ------------------------------------------------- | ---------------------------------------------- | --------------- | ------------------------- | ----------------------------- | --- |
| Луис Гаравито (1957—2023)                         | Колумбия, Эквадор, Венесуэла                   | 1992—1999       | 138                       | 300+                          | Убийца, пытатель и насильник, известный как Зверь. Признался в убийстве 140 мальчиков и юношей в возрасте от 6 до 15 лет, в основном беспризорных; всего же подозревается в более чем 300 убийствах. Первоначально Гаравито был приговорён к 1853 годам тюрьмы, однако в силу законов Колумбии (заключённый не может быть приговорён больше чем на 30 лет) и за сотрудничество со следствием срок был сокращён до 22 лет. Умер в заключении.                                                                                |
| Педро Лопес (род. 1948)                           | Колумбия, Перу, Эквадор                        | 1969—1980       | 110                       | 300+                          | Детоубийца и насильник, известный как Монстр Анд. Основные жертвы — девочки от 8 до 12 лет. Арестован в 1980 году, осуждён в 1983 году, освобождён в конце 1990-х. С 2002 года находится в розыске. |
| Джавед Икбал Мугал (1961—2001)                    | Пакистан                                       | 1999            | 100                       | 100+                          | Детоубийца и насильник, известный как Кукри. За пять месяцев убил 100 мальчиков, в основном беглецов и сирот, задушив их и затем растворив тела в кислоте. Согласно приговору, основанному на шариатской правовой концепции кисас («око за око»), Мугал должен был быть задушен цепью на глазах родственников жертв, расчленён на сто кусков — по одному за каждого убитого ребёнка — и растворён в кислоте. Однако убийца скончался при загадочных обстоятельствах в тюрьме до исполнения приговора.                       |
| Михаил Попков (род. 1964)                         | Россия                                         | 1992—2010       | 86                        | 136                           | Доказано, что убил 85 женщин и милиционера. Дважды приговорён к пожизненному лишению свободы |
| Даниэль Камарго Барбоса (1930—1994)               | Колумбия, Эквадор, Бразилия (предположительно) | 1974—1986       | 72                        | 180                           | Убийца и насильник женщин и девочек. После ареста в Колумбии смог сбежать, перебрался в Эквадор, где продолжил убивать. В 1986 году был арестован повторно, восемь лет содержался в тюрьме, в 1994 году был убит родственником одной из жертв. |
| Педро Родригес Фильо (1954—2023)                  | Бразилия                                       | 1967—2003       | 71                        | 100+                          | Убивал в основном преступников: наркоторговцев, насильников, убийц. Начал убивать с 14 лет в ответ на убийство своей беременной подруги. 47 из его жертв являлись его «соседями»-заключёнными (в основном насильниками). С 1973 по 2007 и с 2011 по 2018 год провёл в тюрьме, с 2018 по 2023 год являлся довольно известным YouTube-блогером. В 2023 застрелен неизвестными. |
| Кампатимар Шанкария (1952—1979)                   | Индия                                          | 1977—1978       | 70                        | 70+                           | За год убил молотком около 70 человек. Казнён через повешение. |
| Ян Синьхай (1968—2004)                            | Китай                                          | 1999—2003       | 67                        | 67                            | Проникал в дома жертв ночью и убивал, используя топоры, мясорубки, молотки и лопаты. Казнён через расстрел. |
| Хошанг Амини (1936—1963)                          | Иран                                           | 1954—1962       | 67                        | 67                            | Убил 67 человек в городе Варамин с 1954 по 1962 год, иногда при помощи сообщников. Обезглавливал своих жертв после смерти, а затем сбрасывал их тела в колодцы. |
| Абул Джабар (? — 1970)                            | Афганистан                                     | не позднее 1970 | 65                        | 300                           | Насиловал и душил мальчиков и молодых мужчин; был арестован при попытке убить очередную жертву. Приговорён к смертной казни и повешен в 1970 году. За преступления Джабара были осуждены и казнены двое невиновных. |
| Хассан Оранги (1925—1951)                         | Иран                                           | 1945—1951       | 62                        | 62                            | Вместе с сообщником изнасиловал и убил 62 женщины в Иране в Мешхеде. Казнён. |
| Сэмюэл Литтл (1940—2020)                          | США                                            | 1970—2005       | 60                        | 93                            | Первоначально был обвинён в убийстве трёх женщин в 1987—1989 годах. В ноябре 2018 года неожиданно признался в совершении 90 убийств на территории 14 штатов. К осени 2019 года Литтл дал признательные показания ещё по трем эпизодам, благодаря чему количество его предположительных жертв увеличилось до 93. В ходе расследования ФБР на основе показаний Литтла подтвердило его причастность к убийствам как минимум 50 женщин, и заявило, что он, возможно, является наиболее массовым серийным убийцей в истории США. |
| Уильям Унек (ок. 1929 — 1957)                     | Бельгийское Конго, Танганьика                  | 1954—1957       | 57                        | 57                            | Полицейский констебль африканских колоний. Убил топором 21 человека за два часа, после чего подался в бега. Три года спустя, вооружённый винтовкой и топором, убил 36 человек в деревне Малампака, где и был застрелен полицией. |
| Чикагский душитель                                | США                                            | 2001—2018       | 55                        | 75                            | Неопознанный преступник, совершивший по меньшей мере 55 убийств чернокожих девушек и женщин, сопряжённых с изнасилованиями, большинство жертв были проститутками. |
| Анатолий Оноприенко (1959—2013)                   | СССР, Украина                                  | 1989—1996       | 52                        | 52+                           | Убил девять человек в течение двух месяцев 1989 года и 43 человека в течение полугода в 1995—1996 годах. С 1990 по 1995 год нелегально путешествовал по Европе, убивал ли он в этот период — неизвестно. Приговорён к пожизненному сроку, скончался 27 августа 2013 года в исправительной колонии особого режима в Житомире (Украина). |
| Флорисвальдо де Оливейра (1958—2012)              | Бразилия                                       | 1982—1983       | 50                        | 50+                           | Бывший полицейский, убивал преступников на окраинах Сан-Паулу. Был приговорён к 113 годам лишения свободы, но освобождён в 2012 году, спустя 29 лет после ареста. Сам был убит неизвестным через месяц после освобождения в 2012 году. |
| Александр Пичушкин (род. 1974)                    | Россия                                         | 1992—2006       | 49                        | 60                            | Совершил одно убийство в 1992 году, затем серию (48 доказанных, около 60 по собственному признанию) в период с 2001 по 2006 год. Мечтал убить 64 человека — по числу клеток на шахматной доске. С 2008 года отбывает пожизненный срок в исправительной колонии особого режима «Полярная сова». |
| Гэри Риджуэй (род. 1949)                          | США                                            | 1982—2000       | 49                        | 71—90+                        | Маляр грузовиков, признался в убийстве 71 женщины, но подозревается в большем количестве убийств. Жертвы — секс-работницы Сиэтла. Приговорён к пожизненному заключению. |
| Ван Цян (1975—2005)                               | Китай                                          | 1995—2003       | 45                        | 60+                           | Помимо 45 убийств также совершил 10 изнасилований. Казнён через расстрел. |
| Андрей Чикатило (1936—1994)                       | СССР                                           | 1982—1990       | 43                        | 55                            | Убийца, насильник, педофил и каннибал. Казнён через расстрел. |
| Ахмад Сураджи (1949—2008)                         | Индонезия                                      | 1986—1997       | 42                        | 70—80+                        | Задушил по меньшей мере 42 женщин и девочек в серии ритуальных убийств, которые, как он полагал, придадут ему магические силы. Казнён через расстрел. |
| Раман Рагхав (1929—1995)                          | Индия                                          | 1965—1968       | 41                        | 41                            | Забил дубинками до смерти 41 человека (в основном бездомных), пока они спали. Был признан психически больным, из-за чего в силу местных законов не мог быть казнён, поэтому получил приговор в виде пожизненного заключения. |
| Тьяго Энрике Гомеш да Роча (род. 1988)            | Бразилия                                       | 2011—2014       | 39                        | ~39                           | Частный охранник, за убийство 39 человек приговорён к 25 годам тюрьмы. |
| Мозес Ситхоул (род. 1964)                         | ЮАР                                            | 1994—1995       | 38                        | 76                            | Помимо 38 убийств совершил 40 изнасилований. Охотился на безработных женщин, выдавая себя за бизнесмена и заманивая своих жертв перспективами работы, прежде чем привести их в уединённое место, где он насиловал, пытал и убивал их. Приговорён к 2410 годам тюремного заключения со сроком без права досрочного освобождения в 930 лет. |
| Алексей Выговский (род. 1986)                     | Россия                                         | 2006—2009       | 37                        | 37                            | Совершил в общей сложности 74 отравления из корыстных побуждений, 37 из отравленных не выжили. Имел двух сообщников, помогавших выискивать жертв. Признан виновным в непредумышленных убийствах и суммарно приговорён к 22,5 годам лишения свободы. |
| Сергей Ткач (1952—2018)                           | СССР, Украина                                  | 1980—2005       | 37                        | 110+                          | Убивал преимущественно девочек и девушек, при этом каждое убийство было сопряжено с изнасилованием или удовлетворением половой страсти в извращённой форме. Приговорён к четырём пожизненным срокам. Умер в заключении. |
| Хадж Мохаммед Месфеви (? — 1906)                  | Марокко                                        | 1906 и ранее    | 36                        | 36+                           | Опаивал наркотиками, калечил и убивал женщин. Казнён через замуровывание. |
| Геннадий Михасевич (1947—1987 или 1988)           | СССР (БССР)                                    | 1971—1985       | 36                        | 43+                           | Нападал на девушек и молодых женщин. За его преступления ошибочно осудили 14 человек, один из которых был приговорён к смертной казни и расстрелян, а другой ослеп в местах лишения свободы. |
| Тед Банди (1946—1989)                             | США                                            | 1974—1978       | 35                        | 36—100+                       | Убийца был примечателен своей харизмой и приятной внешностью. Известен тем, что дважды сбегал из тюрьмы и убивал несколько жертв за один день; иногда похищал женщин из одного и того же места с интервалом в несколько часов. Казнён на электрическом стуле. |
| Джон Уэйн Гейси (1942—1994)                       | США                                            | 1972—1978       | 33                        | 34—45+                        | Доказано, что убил как минимум 33 мальчиков и молодых мужчин, 26 из которых похоронил в подвале своего дома в Чикаго. Был известен как «Клоун-убийца» из-за того, что часто развлекал детей на общественных мероприятиях в образе клоуна. Казнён путём смертельной инъекции. |
| Асгар-убийца (1893—1934)                          | Османская империя, Ирак, Иран                  | 1907—1934       | 33                        | 33                            | Убивал детей и молодых мужчин. Казнён через повешение. |
| Фернандо Эрнандес Леива (род. 1964)               | Мексика                                        | 1982—1999       | 33                        | 137                           | Дважды сбегал из тюрем. В 1999 году приговорён к 50 годам тюрьмы. |
| Владимир Миргород (род. 1979)                     | Россия                                         | 2000—2004       | 33                        | 33+                           | Первоначально признался в убийстве 16 человек: 15 женщин и сына одной из жертв. В 2024—2025 годах признался в убийстве еще 16 женщин и 1 мужчины. В 2012 приговорён к пожизненному лишению свободы. |
| Торегельды Жарамбаев (1964—1993)                  | СССР, Казахстан                                | 1990—1992       | 33                        |                               | Советский и казахский серийный убийца, совершивший серию из как минимум 33 убийств детей, девушек, женщин и молодых мужчин с особой жестокостью в период с 1990 по 1992 год на территории города Шымкент. Известен под прозвищем «Шымкентский Чикатило». В 1993 году Шымкентским городским судом Жарамбаев был приговорён к смертной казни и впоследствии был расстрелян. |
| Рамадан Абдель Рехим Мансур (ок. 1980—2010)       | Египет                                         | 1999—2006       | 32                        | 32+                           | Лидер банды «Поезд-экспресс». Насиловал и пытал бездомных детей, в основном мальчиков в возрасте от 10 до 14 лет, в поездах между Каиром, Александрией, Кальюбией и Бени-Суэйфом. Жертв обычно сбрасывал с движущегося поезда, когда они были мертвы или ещё находились в агонии; реже — бросал в Нил или хоронил заживо. Казнён. |
| Радик Тагиров (род. 1982)                         | Россия                                         | 2011—2012       | 31                        | 31                            | Убивал пожилых женщин в 15 городах Поволжья, Урала и других регионах России. Арестован в декабре 2020 года, 21 марта 2024 года приговорён к пожизненному лишению свободы. |
| Карл Денке (1860—1924)                            | Германская империя, Веймарская республика      | 1903—1924       | 30                        | 42+                           | Каннибал, охотился на бродяг и бедных путешественников. Вёл учётную книгу убийств (в ней присутствует 31 имя, один человек выжил, поэтому Денке обвинён в 30 убийствах), но из-за огромного количества человеческих останков (например, 120 пальцев, 65 стоп, 16 бедренных костей), найденных в его жилище, подозревается в убийстве более 42 человек. Покончил с собой через несколько часов после помещения в камеру для предварительного расследования.                                                                  |
| Франсиско дас Шагас Родригес де Брито (род. 1965) | Бразилия                                       | 1989—2003       | 30                        | 42                            | Насиловал и убивал детей, отрезал им пальцы и уши, кастрировал. В 2003 году приговорён к 580 годам тюрьмы. |
| Монстр из мангонес                                | Колумбия                                       | 1963 — 1970-е   | 30                        | 38                            | Неидентифицированный серийный убийца, также известный как Вампир из Кали. Убивал мальчиков дошкольного и подросткового возраста и юношей на пустырях в пригородах Кали, трупы затем выбрасывались на городских переулках (называемых мангонес). Клинический вампир — вводил иглы в сердца жертв и брал у них кровь. |
| Василий Комаров (Петров) (1877—1923)              | СССР                                           | 1921—1923       | 29                        | 33                            | Полулегальный торговец времён НЭПа. Совершал все преступления по одному сценарию: знакомился с клиентом, желавшим купить тот или иной товар, приводил в свой дом, поил водкой, потом убивал ударами молотка, иногда душил, забирал деньги и ценности, а затем упаковывал тела в мешок и тщательно прятал. Казнён через расстрел. |
| Дин Корлл (1939—1973)                             | США                                            | 1970—1973       | 28                        | 29+                           | Педофил и насильник Корлл завербовал двух сообщников-подростков (Дэвида Оуэна Брукса и Элмера Уэйна Хенли), чтобы они помогали ему в похищении жертв. В итоге один из сообщников застрелил главаря и явился с повинной в полицию. Брукс и Хенли получили пожизненные сроки. |

## Медицинские и псевдомедицинские работники
Врачи (или лица, выдающие себя за врачей), которые совершают убийства во время своей профессиональной практики, часто остаются необнаруженными в течение длительного времени. В основном это происходит потому, что они убивают людей, и так обречённых на смерть. В медицинской среде обвинения в убийстве пациентов доказать трудно.
В целях разумности охвата в список включены только серийные убийцы с доказанным количеством жертв 10 и более человек.
| Имя, годы жизни                     | Страна                                                                                | Годы убийств      | Кол-во жертв (доказанное) | Кол-во жертв (предполагаемое) | Комментарии, ссылки |
| ----------------------------------- | ------------------------------------------------------------------------------------- | ----------------- | ------------------------- | ----------------------------- | --- |
| Нильс Хёгель (род. 1976)            | Германия                                                                              | 1999—2005         | 85+                       | 300                           | Медбрат. Приговорён к пожизненному заключению. |
| Анна Пистова (Дракшина) (1838—1938) | Югославия (Королевство Хорватия и Славония, Королевство сербов, хорватов и словенцев) | ок. 1890-е — 1928 | 50                        | 150                           | Химик-любитель из деревни Владимировац, отравила как минимум 50 человек. Была арестована в 1928 году в возрасте 90 лет и приговорена к 15 годам тюрьмы. В заключении провела восемь лет, после чего была освобождена из-за преклонного возраста. Два года спустя скончалась от естественных причин в возрасте 100 лет.                                                                    |
| Дональд Харви (1952—2017)           | США                                                                                   | 1970—1987         | 37                        | 57—87                         | Санитар, «ангел смерти». Начал свою «деятельность» с 18 лет, убивал в основном сердечных больных, душа их подушками. Приговорён к 28 пожизненным заключениям. |
| Чарльз Каллен (род. 1960)           | США                                                                                   | 1988—2003         | 29                        | 400+                          | Медбрат. Приговорён к 18 пожизненным срокам. |
| Стефан Леттер (род. 1978)           | Германия                                                                              | 2003—2004         | 29                        | 29+                           | Медбрат. Приговорён к пожизненному заключению. |
| Марсель Петио (1897—1946)           | Франция                                                                               | 1926—1944         | 26                        | 63                            | Казнён на гильотине. |
| Арнфинн Нессет (род. 1936)          | Норвегия                                                                              | 1981—1983         | 22                        | 27—138+                       | Медбрат в доме престарелых. Отравлял пациентов сукцинилхолином. Приговорён к 21 году заключения (максимальный срок в норвежском законодательстве) плюс 10 лет превентивного заключения, но через 12 лет освобождён за примерное поведение. Сейчас живёт в неизвестном месте под вымышленным именем.                                                                                       |
| Александр Асташев (род. 1956)       | Россия                                                                                | 2003—2005         | 17                        | 17+                           | Представляясь врачом, травил стариков сильнодействующими лекарствами, после чего грабил их квартиры. Признан невменяемым и отправлен на принудительное лечение. |
| Гарольд Шипман (1946—2004)          | Великобритания                                                                        | 1984—1998         | 15                        | 250—508                       | Врач общей практики. Самый известный серийный убийца современной истории. Жертвы — пожилые люди, которые доверяли ему, поскольку он был их врачом. Убивал своих жертв, вводя смертельную дозу наркотиков (как правило, морфин или героин), либо назначая их (как лекарства) в избыточном количестве. Приговорён к пожизненному заключению, повесился в камере за день до своего 58-летия. |
| Джейн Топпан (1854—1938)            | США                                                                                   | 1885—1901         | 12                        | 31—100+                       | Медсестра-отравительница. Свои действия объясняла так: «Я желала убить больше людей — беспомощных людей, — чем любой человек в истории». Признана невменяемой и пожизненно отправлена на принудительное лечение в сумасшедший дом. |
| Андерс Ханссон (род. 1960)          | Швеция                                                                                | 1978—1979         | 11                        | 24                            | 18-летний помощник-медбрат. Отравлял пожилых пациентов моющими средствами. Приговорён к принудительному психиатрическому лечению, освобождён в 1994 году. |
| Максим Петров (род. 1965)           | Россия                                                                                | 1999—2000         | 11                        | 17                            | Приходил на дом к пожилым пациентам, вкалывал им наркотики, грабил их дома, затем поджигал их. Приговорён к пожизненному заключению, отбывает срок в «Белом лебеде». |
| Людивин Шамбе (род. 1983)           | Франция                                                                               | 2012—2013         | 10                        | 10                            | Санитарка в доме престарелых. Приговорена к 25 годам тюрьмы. |

## Банды и пары серийных убийц
| Имена или название                                            | Страна            | Годы убийств                 | Кол-во жертв (доказанное) | Кол-во жертв (предполагаемое) | Комментарии, ссылки |
| ------------------------------------------------------------- | ----------------- | ---------------------------- | ------------------------- | ----------------------------- | --- |
| Корпорация убийств                                            | США               | 1920-е — 1940                | 400                       | 1000+                         | Нью-йоркская преступная группировка еврейско-итальянского состава, большинством жертв были другие члены мафии. |
| Банда Егора Башкатова                                         | СССР (РСФСР)      | 1921—1932                    | 121                       | 459                           | Орудовала преимущественно в южных регионах РСФСР, грабя и убивая приезжих крестьян. Всего было доказано 121 убийство, хотя лидер банды Егор Башкатов признался в 459. Большинство членов банды, включая Башкатова, было приговорено к смертной казни. |
| Филадельфийское кольцо с ядом                                 | США               | 1931—1938                    | 114                       |                               | Банда из 16 человек, которая травила итальянских иммигрантов мышьяком, чтобы получить их страховку жизни. |
| Сёстры Гонсалес                                               | Мексика           | 1950—1964                    | 91                        | 110+                          | Похищали девушек и заставляли заниматься проституцией. Когда проститутки заболевали или по каким-то другим причинам больше не могли обслуживать клиентов, сёстры от них избавлялись; также Гонсалес убивали ещё и клиентов с хорошими деньгами. |
| Давид Авенданьо Баллина и его банда                           | Мексика           | 1997—2007                    | 70                        |                               | Красивые девушки заводили знакомства с богатыми мужчинами в ресторанах и барах, приглашали их в гостиницу, там опаивали текилой или водкой с добавлением бензодиазепинов и циклопентолата, затем грабили. |
| Лонг Чжимин и Ян Шуся                                         | Китай             | 1983—1985                    | 48                        | 48+                           | Муж с женой заманивали жертв в свой дом, убивали гостей и хоронили рядом с домом. Оба казнены через неделю после оглашения приговора. |
| Отравительницы из Надьрева                                    | Венгрия           | 1914—1929                    | 40                        | 300                           | Группа женщин из венгерской деревни Надьрев, где с 1914 по 1929 год отравили почти всё мужское население (мужей, реже — отцов, любовников и сыновей). Подсыпа́ли в еду яд на основе алкалоидов красавки с добавлением мышьяка. Из восьми смертных приговоров, вынесенных отравительницам, были приведены в исполнение только два. 12 женщин были заключены в тюрьму. |
| Банда «амазонок»                                              | Россия            | 2003—2013                    | 30                        | 30+                           | Четверо главных членов банды получили от 16 до 21 года заключения. |
| Банда Бормана                                                 | Казахстан         | 1998—2000                    | 29                        |                               | Члены «банды Бормана» в период с 12 июля 1998 по 16 февраля 2000 года совершили на территории города Алма-Ата как минимум 25 убийств девушек и женщин, сопряжённых с изнасилованиями. Большая часть из убитых являлись проститутками. Три жертвы являлись несовершеннолетними девочками. Кроме девушек, члены «банды Бормана» убили 4 мужчин в ходе разбойных нападений. Члены банды были приговорены к различным срокам лишения свободы — от 10 до 25 лет. |
| Убийцы из Брабанта                                            | Бельгия, Франция  | 1982—1985                    | 28                        | 40+                           | Банда, в которой было от четырёх до десяти человек. Ни одно их преступление не раскрыто, ни один убийца не предстал перед судом. Считается самым известным нераскрытым преступлением Бельгии. Возможна связь с операцией «Гладио». |
| Адольфо Констанцо и Сара Альдрете                             | Мексика           | 1986—1989                    | 25+                       |                               | «Крёстные родители Матамороса». Лидер банды наркоторговцев и оккультной секты вместе с подругой похищали людей и подвергали их ритуальному убийству. |
| Банда Рыно — Скачевского                                      | Россия            | 2006—2007                    | 24                        | 37                            | Двое скинхедов убивали людей на почве расизма. |
| Мясники из Шанкилла                                           | Великобритания    | 1975—1982                    | 23                        | 23+                           | Банда лоялистов Ольстера. Практиковала «сектантские» нападения, убивая протестантов Ольстера. Главарь банды, Ленни Мёрфи, был убит Временной Ирландской республиканской армией, после чего группировка распалась. Судья назвал их преступления «вечным памятником слепому сектантскому фанатизму». |
| Днепропетровские маньяки                                      | Украина           | 2007                         | 21                        |                               | Банда из трёх 19-летних юношей совершила 21 убийство (19 из них — в последний месяц преступной деятельности). Жертвами становились обычные прохожие, преимущественно женщины, дети, пенсионеры, инвалиды или пьяные. Фиксировали свои действия на видео. Двое приговорены к пожизненному заключению, третий получил 9 лет. |
| Чикагские потрошители                                         | США               | 1981—1982                    | 18                        |                               | Банда из четырёх человек, последователи сатанинского культа, возглавлявшегося каннибалом и некрофилом. Похищали женщин, в основном проституток, затем насиловали, пытали и убивали их. |
| Джон Мухаммад и Ли Мальво                                     | США               | 2002                         | 17                        |                               | 10 из 17 жертв были убиты в ходе так называемой «Снайперской атаки в округе Колумбия». |
| Банда ГТА                                                     | Россия            | 2012—2014                    | 17                        |                               | Банда, совершавшая убийства на трассе М4 с целью грабежа. Преступники разбрасывали самодельные шипы на дороге для прокалывания шин, а затем, подходя под предлогом помощи (либо проезжая мимо на автомобиле), расстреливали водителя и пассажиров. |
| Владимир Кондратенко и Владислав Волкович («Ночной серийник») | Украина           | 1991—1996                    | 16                        | 20+                           | Убивали преимущественно бомжей и водителей частных машин. |
| Серийные убийства «Зебра»                                     | США               | 1973 (возможно, 1970) — 1974 | 15                        | 73+                           | Четыре афроамериканца убивали белых. Все приговорены к пожизненным срокам. |
| Ангелы смерти из Лайнца                                       | Австрия           | 1983—1989                    | 15                        | 49—200+                       | Четыре женщины, работавшие помощницами медсестёр в гериатрическом центре. Банда убивала своих пациентов с помощью передозировки морфия или путём нагнетания воды в лёгкие. В 1989 году осуждены, к 2008 году все четверо освобождены из тюрьмы. |
| Банда Эдуарда Чудинова                                        | Россия            | 2002—2005                    | 14                        | 30                            | Одно из самых жестоких организованных преступных сообществ в Свердловской области, созданное Эдуардом Чудиновым и его младшим братом Дмитрием. Всего в банду входило 8 человек. Преступники занимались вовлечением в проституцию молодых девушек, а тех, кто отказывался, убивали. Убийства девушек были совершены в 2002—2005 годах на территории Нижнего Тагила, Невьянского и Пригородного районов, а также на территориях, подчинённых городским администрациям Кушвы и Кировграда.                                                                          |
| Братья Боротьбенко                                            | Украина           | 1998—1999                    | 14                        |                               | Родные братья, которые в период с 5 ноября 1998 года по 13 июля 1999 года совершили не менее 14 убийств мужчин, девушек и женщин на территории города Киев и Киевской области по различным мотивам. Большая часть из жертв братьев Боротьбенко являлись проститутками, которые в силу своей профессии подвержены большой виктимности. В 2002 году братья Боротьбенко были приговорены к пожизненному лишению свободы. Известны под прозвищем «маньяки с окружной дороги».                                                                                        |
| «Чистильщики»                                                 | Россия            | 2014—2015                    | 14                        | 14+                           | Неонацистская банда из пяти человек (одна из них — девушка). Убивали граждан, нарушающих, по их мнению, общепринятые нормы поведения: бомжей, попрошаек, пьяных. Лидер приговорён к пожизненному заключению, остальные четверо получили от 9,5 до 16 лет. |
| Владимир Гурьянов и Эльвира Егорычева                         | Россия            | 2007—2008                    | 13                        |                               | Серийные убийцы-сектанты, действовавшие в Нижнем Новгороде. Убили 13 человек по религиозным мотивам, убийства сопровождались разбоями и изнасилованиями. Владимир Гурьянов был приговорён к пожизненному лишению свободы, а Эльвира Егорычева — к 19,5 годам лишения свободы. |
| Банда Валерия Зильберварга                                    | Россия, Казахстан | 1996                         | 12                        |                               | Банда, осуществлявшая в течение 1996 года преступную деятельность в Новосибирске и за его пределами. Убили 12 человек по различным мотивам на территории Новосибирской области, Москвы и Казахстана. Все члены банды были приговорены к различным срокам лишения свободы не более 15 лет. |
| Банда Спильника — Собковича                                   | Россия            | 2000—2001                    | 12                        |                               | Банда бывших спецназовцев, также известная как банда «морских котиков», осуществлявшая преступную деятельность в 2000—2001 годах в Калининградской области. Убили 12 человек с целью завладения оружием. Алексей Спильник и Артём Собкович были приговорены к пожизненному лишению свободы. |
| «Боевая террористическая организация»                         | Россия            | 2003—2006                    | 12                        |                               | Банда экстремистов-неонацистов, состоявшая из 12 человек; нападали на иностранцев и людей другой расы под предлогом построения этнической «Белой Руси». 10 членов банды были осуждены, один оправдан, один был убит во время задержания. |
| Псотинские мясники                                            | Россия            | 2001—2002                    | 12                        |                               | Александр Лесной и Анатолий Марков в период с октября 2001 по февраль 2002 совершили 12 убийств, в том числе одно массовое, известное как Резня в Луховицах. Орудовали в Ставропольском крае, Московской и Рязанской областях. На протяжении двух десятилетий убийства оставались нераскрытыми, и преступники были арестованы лишь в 2022 году. Несмотря на тяжесть совершённых деяний, Маркову и Лесному удалось избежать уголовного наказания в виде пожизненного заключения, и в 2023 году Марков был приговорён к 19, а Лесной — к 17 годам лишения свободы. |
| Банда Ивана Митина («Чёрная кошка»)                           | СССР              | 1950—1953                    | 11                        |                               | Советская банда из 12 грабителей, совершившая более 20 разбойных нападений, часть из которых закончилась убийствами. История банды Ивана Митина легла в основу книги братьев Вайнеров «Эра милосердия», по которой впоследствии был снят известный телефильм «Место встречи изменить нельзя». |
| Братья Габидуллины                                            | Россия            | 1992—2000                    | 10                        | 173                           | Братья-близнецы, совершившие не менее 10 убийств, в том числе сопряжённых с изнасилованиями, в период с 1992 по 2000 год на территории Челябинской области. В 2001 году Фарит Габидуллин был приговорён к пожизненному лишению свободы, Тимур Габидуллин приговорён к 25 годам лишения свободы и после вынесения приговора покончил с собой. Местные СМИ приписывали им 173 убийства. |
| Магнитогорские маньяки                                        | Россия            | 2003—2004                    | 10                        |                               | Александр Лохтачёв и Павел Сафонов совершили серию изнасилований, убили 8 женщин и девушек и 2 мужчин в Магнитогорске и его окрестностях в период с 2003 по 2004 годы, приговорены к пожизненному заключению. |

## Спорные случаи
| Имя (название)                 | Страна                                     | Годы убийств | Кол-во жертв (доказанное) | Кол-во жертв (предполагаемое) | Комментарии, ссылки |
| ------------------------------ | ------------------------------------------ | ------------ | ------------------------- | ----------------------------- | --- |
| Бруно Людке (1909—1944)        | Веймарская республика, Нацистская Германия | 1928—1943    | 51                        | 86                            | Умственно неполноценный мужчина был арестован после того, как его обнаружили рядом с трупом. Был объявлен невменяемым и заключён в психиатрическую больницу, где умер, когда над ним ставили эксперименты. Его никогда не судили, и это означает, что юридически он невиновен. Бывший начальник полиции Нидерландов Ян Блаау исследовал исторические полицейские отчёты и счёл их неубедительными, бессвязными и расплывчатыми. Он выразил своё неверие в то, что полуграмотный человек, которого однажды поймали на краже курицы, мог скрываться от правосудия 15 лет, не говоря уже об убийствах.                                 |
| Вера Ренци (1903—1960)         | Королевство Румыния                        | 1920—1930-е  | 35                        |                               | Предположительно отравила мышьяком 35 человек: мужей, любовников и единственного сына. Однако из-за слишком малого свидетельств о ней, её существование является предметом споров. У современных криминологов есть предположение, что это фигура из румынского фольклора, а не реальный человек. |
| Джеральд Стано (1951—1998)     | США                                        | 1969—1980    | 22                        | 41                            | Признался в 41 убийстве, но ряд экспертов считает, что это было «ложное признание». Казнён на электрическом стуле. |
| Убийства на «Шоссе слёз»       | Канада                                     | 1970 — н. в. | 18                        | 80+                           | Серия нераскрытых убийств и исчезновений девочек и молодых женщин в Британской Колумбии, происходящих на участке Шоссе 16 протяжённостью около 800 километров, пролегающем между городами Принс-Джордж и Принс-Руперт. |
| Генри Лукас (1936—2001)        | США                                        | 1960—1983    | 11                        | 250+                          | Первоначально признался в 3000 убийств, затем снизил это число до 600. Расследование выявило, что он лжёт, намного преувеличивая свои «заслуги», хотя были некоторые улики, позволяющие предположить, что он убил более 250 человек. В суде были доказаны 11 убийств (в том числе Дебры Джексон). Приговорён к пожизненному заключению. Эти ложные признания нанесли серьёзный урон репутации подразделения «Техасские рейнджеры» (в частности, выяснилось, что следователи позволяли Лукасу ознакамливаться с материалами дела, чтобы он мог «освежить память»; многие беседы с обвиняемым не протоколировались).                  |
| Убийства в больнице Анн-Арбора | США                                        | 1975         | 10                        | 10                            | В больнице ветеранов в течение нескольких месяцев были убиты 10 пожилых пациентов путём введения им бромида панкурония. В преступлениях были обвинены две медсестры, но общественное мнение было против их судебного преследования (обе они были иммигрантками-филиппинками, и поэтому судебный процесс был омрачён обвинениями в расизме). Девушки были обвинены в отравлении и сговоре (но не в убийствах), однако несколько месяцев спустя суд вовсе отменил обвинительные вердикты. |
| Оттис Тул (1947—1996)          | США                                        | 1980—1983    | 7                         | 100—125                       | Первоначально осуждён за три убийства, позже признал себя виновным ещё в четырёх, прежде чем умереть в тюрьме. Бывший когда-то сообщником серийного убийцы Генри Лукаса (см. выше), Тул признавался — и неоднократно отказывался — в более чем 100 эпизодах убийств, изнасилований, поджогов и каннибализма, а также был подозреваемым в нескольких других нераскрытых убийствах. В 2008 году, спустя много лет после смерти, был признан убийцей 6-летнего Адама Уолша. Известный криминальный журналист и писатель Хью Эйнсуорт считает, что оба эти убийцы были лишь «вешалкой» для «висяков», для улучшения отчётности полиции. |
| Уэйн Уильямс (род. 1958)       | США                                        | 1979—1981    | 2                         | 24—30                         | Считается виновным в убийствах в Атланте в 1979—1981 годах. После того, как Уильямс был признан виновным в двух убийствах и приговорён к пожизненному заключению, полиция закрыла 22 других нераскрытых убийства из того же эпизода, объявив Уильямса виновным и в них. Уильямс настаивал на своей невиновности в этих 22 убийствах, и поэтому, после длительной проволочки, дело было вновь открыто в 2005 году. |
| Дмитрий Ворошилов (род. 1967)  | Россия                                     | 1993—1997    | 2                         | 13                            | Подозревался в 13 убийствах, совершённых неустановленным «Лесным маньяком» в Самарской области с 1993 по 1997 год, но доказан был единственный эпизод двойного убийства. Ворошилов был приговорён к 15 годам лишения свободы, но при этом полностью отрицал свою вину. |

## Ни одного или одно доказанное убийство
В мировой юриспруденции существуют примечательные случаи, когда в том, что человек является серийным убийцей, убил десятки или даже сотни людей, сомнений почти нет, — однако в суде удалось доказать лишь одно убийство, либо вовсе признать подсудимого невиновным.
| Имя (прозвище), годы жизни                 | Страна                     | Годы убийств | Кол-во жертв (доказанное) | Кол-во жертв (предполагаемое) | Комментарии, ссылки |
| ------------------------------------------ | -------------------------- | ------------ | ------------------------- | ----------------------------- | --- |
| Абдул Латиф Шариф (1947—2006)              | Мексика                    | 1995         | 1                         | 18—20                         | Египетский химик, известный как «Шакал из Сьюдад-Хуареса». После миграции в США в 1970-х годах отсидел 14 лет в тюрьме за несколько изнасилований, но бежал в Мексику, когда его собирались депортировать на родину. Там он был обвинён в 20 убийствах женщин в Сьюдад-Хуаресе, но доказать удалось лишь одно, за которое убийца получил 30 лет тюрьмы. Поскольку убийства женщин в Сьюдад-Хуаресе продолжаются в заметных количествах и по сей день, считается, что полиция пыталась использовать Шарифа как «вешалку» для «висяков». |
| Юрий Яруш (род. 1961)                      | Казахстан, Россия, Украина | 1996, 2010-е | 1                         | 12                            | Предполагаемый украинский, российский и казахстанский серийный убийца, подозреваемый в причастности к совершению 10 убийств мужчин, женщин и детей, сопряженных с изнасилованиями в период с 20 января по февраль 1996 года на территории России и Казахстана. Кроме этого, аналогичное преступление он совершил в начале 2010-х годов на территории Украины, а также мог быть причастен к убийству сожительницы. В Казахстане был известен под прозвищем «Актюбинский Чикатило». Яруш был разоблачен только на основании результатов ДНК-экспертизы только лишь в 2016 году, когда отбывал уголовное наказание на территории Хмельницкой области Украины за совершение очередного убийства. Настоящее количество жертв неизвестно следствию. По версии правоохранительных органов, Юрий Яруш совершил не менее 12 убийств. |
| Беван Спенсер фон Эйнем (род. 1946)        | Австралия                  | 1979—1983    | 1                         | 5+                            | Арестован за три и осуждён за одно из «Семейных убийств», когда пятеро молодых людей, все мужчины, были накачаны наркотиками, похищены, изнасилованы, изувечены и убиты в течение нескольких недель, прежде чем их тела были брошены в сельской местности недалеко от Аделаиды. Эйнем также считался подозреваемым в исчезновении двух девочек возле Аделаидского Овала в 1973 году и громком исчезновении детей Бомонт в 1966 году. |
| Евгений Анатольевич Литовченко (род. 1971) | Россия, Украина            | 2006—2014    | 1                         | 5                             | Украинский насильник и убийца, орудовавший на территории России и Украины. Гражданин Украины. Является основным подозреваемым в совершении серии изнасилований и убийств малолетних детей, которая произошла в период с 2006 по 2014 год на территории Ленинградской области. После ареста в 2014 году на территории России Евгений Литовченко дал признательные показания в совершении изнасилований и не менее 4 убийств, однако 6 июня 2014 года в ходе проведения следственного эксперимента он, воспользовавшись халатностью сотрудников конвойной службы полиции, совершил побег, после чего в июле того же года совершил убийство 18-летней девушки в Киеве. В октябре 2014 года Литовченко был осуждён за это убийство и получил в качестве уголовного наказания пожизненное лишение свободы. После осуждения Литовченко правительство Российской Федерации совместно со Следственным комитетом Российской Федерации собирало документы и вело переговоры с правительством Украины о том, чтобы Украина экстрадировала его на территорию России для проведения судебного процесса по обвинению в серии убийств и изнасилований в Ленинградской области. Но из-за разрыва дипломатических отношений между двумя государствами переговоры были прекращены, вследствие чего настоящее количество жертв Евгения Литовченко и истинный масштаб его преступный деяний в России так и не был установлен. |
| Дэвид Мур (1947—2000)                      | Великобритания             | 1970-е—1999  | 0                         | 300                           | Врач, практиковавший «эвтаназию». Признан невиновным, но в интервью прессе открыто заявлял, что «помог умереть трёмстам пациентам». |
| Джон Бодкин Адамс (1899—1983)              | Великобритания             | 1946—1956    | 0                         | 163                           | Врач. Был арестован за убийство двух пациентов, но суд признал его невиновным. Всего было выявлено 163 случая смерти пациентов Адамса при подозрительных обстоятельствах. Архивные изыскания показывают, что он почти наверняка был убийцей, но его судебное преследование было сорвано по политическим причинам. |
| Билли-лесоруб                              | США                        | 1898—1912    | 0                         | 40—100+                       | Убивал целые семьи во сне, прибывая и отбывая поездом. Изучение архивных материалов, проведённое спустя более чем 100 лет после убийств, выявило заметно общий образ действий для многих ранее считавшихся не связанными убийств, поэтому ныне все эти преступления считаются делом рук одного неизвестного серийного убийцы. |
| Ивомоку Бакусуба                           | Руанда-Урунди              | 1940-е       | 0                         | 67                            | Признался в убийстве 67 детей, которых задушил простыней. Покончил с собой в конце 1940-х или в начале 1950-х годов. Поскольку информация об этом серийном убийце была раскрыта сотрудником полиции только в 2018 году во время беседы с бразильским писателем, и нет никакой информации о его осуждении, утверждение о том, что Бакусуба был серийным убийцей, является спорным. |
| Дэвид Паркер Рэй (1939—2002)               | США                        | 1957—1999    | 0                         | 60+                           | Убийца-пытатель и насильник, действовал (возможно) с многочисленными сообщниками, включая подругу. Орудовал в городке Трут-ор-Консекуэнсес (Нью-Мексико). Осуждён за покушение на убийство трёх человек и подозревается в 60 убийствах, хотя ни одно тело так и не было найдено. Известен как «Убийца из коробки с игрушками» из-за самодельного дома на колесах, который он использовал для изнасилований, пыток и убийств женщин. Начал убивать с 18 лет, и его «карьера» продолжалась 42 года. В 1999 году приговорён к 224 годам тюрьмы, умер в заключении спустя три года. |
| Мари Бенар (1896—1980)                     | Франция                    | 1927—1949    | 0                         | 12                            | Землевладелица и рантье из города Лудён. Обвинялась в отравлении мышьяком двенадцати родственников (в том числе обоих мужей, собственных родителей, свёкра и свекрови) и соседей с целью завладения их имуществом, но была оправдана по недостатку улик. Судебный процесс тянулся с 1949 по 1961 год, он примечателен тем, что вскрыл границы возможностей современных токсикологии и криминалистики: ключевые вопросы, поставленные на нём, до конца не разрешены до сих пор. |